# Зосін (Ломжинський повіт)
Зосін (пол. Zosin) — село в Польщі, у гміні Ломжа Ломжинського повіту Підляського воєводства.
Населення — 74 особи (2011).
У 1975-1998 роках село належало до Ломжинського воєводства.

## Демографія
Демографічна структура станом на 31 березня 2011 року:
|          | Загалом | Допрацездатний вік | Працездатний вік | Постпрацездатний вік |
| -------- | ------- | ------------------ | ---------------- | -------------------- |
| Чоловіки | 40      | 8                  | 29               | 3                    |
| Жінки    | 34      | 9                  | 21               | 4                    |
| Разом    | 74      | 17                 | 50               | 7                    |